# Alexandr (císař)
Alexandr (asi 870, Konstantinopol – 6. června 913, Konstantinopol) byl bratr byzantského císaře Leona VI. Od roku 879 byl spolucísařem svého otce a bratra. Když Leon v roce 912 zemřel, stal se Alexandr jeho nástupcem a současně regentem nezletilého Leonova syna Konstantina.
K vládě neměl nejmenší předpoklady, neboť to byl lehkomyslný požitkář a o státní záležitosti neprojevoval nejmenší zájem. Po smrti svého bratra nechal poslat císařovnu do kláštera a Leonovy rádce zbavil svých úřadů. Během jeho krátké vlády se Bulhaři začali připravovat k masivnímu úderu proti říši. Alexandr zemřel v roce 913. Na smrtelné posteli jmenoval svého synovce svým nástupcem. Ten pak nastoupil na trůn pod jménem Konstantin VII.